# Пиннер (станция метро)
«Пиннер» (англ. Pinner) — станция лондонского метро. На станции останавливаются поезда линии Метрополитен. Относится к 5 тарифной зоне.

## История

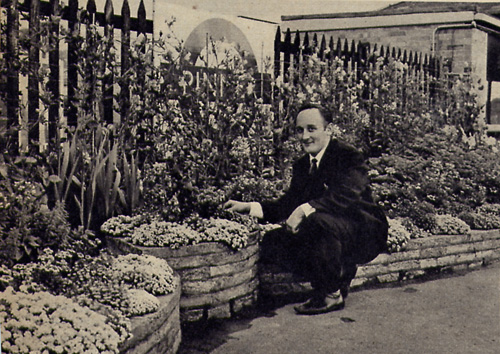
Клумбы у станции Пиннер были признаны лучшими в 1966 году

Станция открылась 25 мая 1885 года спустя пять лет после того как линия Метрополитен достигла Харроу-он-те-Хилл. До 1 сентября 1887 года она оставалась конечной, после чего поезда начали ходить до Рикменсуэрта. Длинное одноэтажное здание на южной платформе сохранилось с момента открытия. Его вид напоминает вокзалы в Риксменуэрте, Чорливуде и Челфонт-энд-Лэтимер. Оно в включено в список памятников местного значения советом боро Харроу. Здание на нижней платформе построено в рамках проекта по расширению линии до четырёх путей 1950-60-х годов. Оно выполнено из сходного с историческим жёлтого кирпича.
В 1915 году был запущен проект Metro-land, в рамках которого жителям Лондона предлагалось переехать в сельский Мидлсекс. Здания под заселение строились у станций быстро и стоили от £400 каждое, однако в Пиннере потребовали возводить дома стоимостью от £1000, чтоб было дороже, чем в более близком к центру Лондона Харроу-он-те-Хилл, где цены начинались от £750.

## Иллюстрации

Станция «Пиннер»
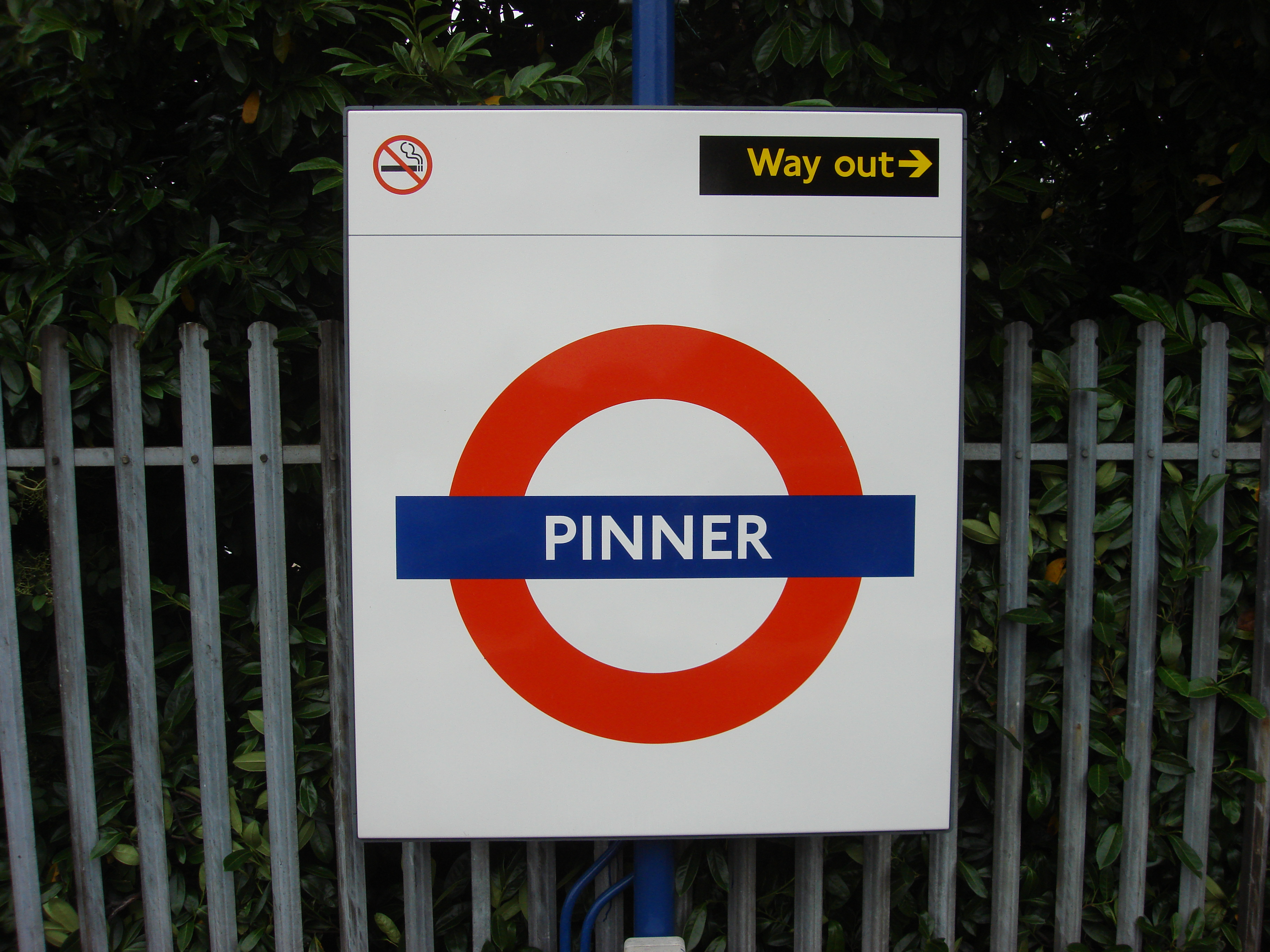
Рондель станции
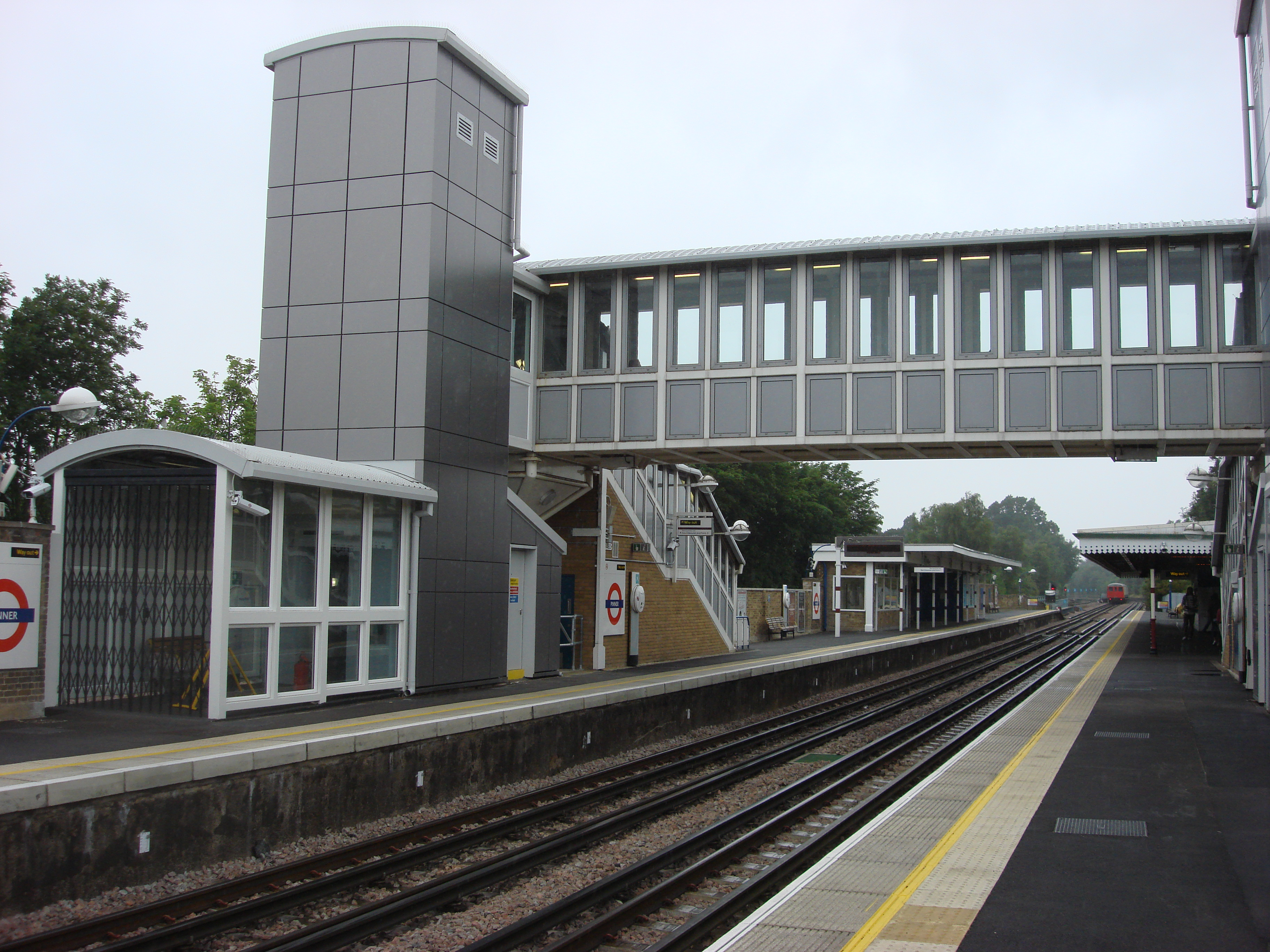
Платформа
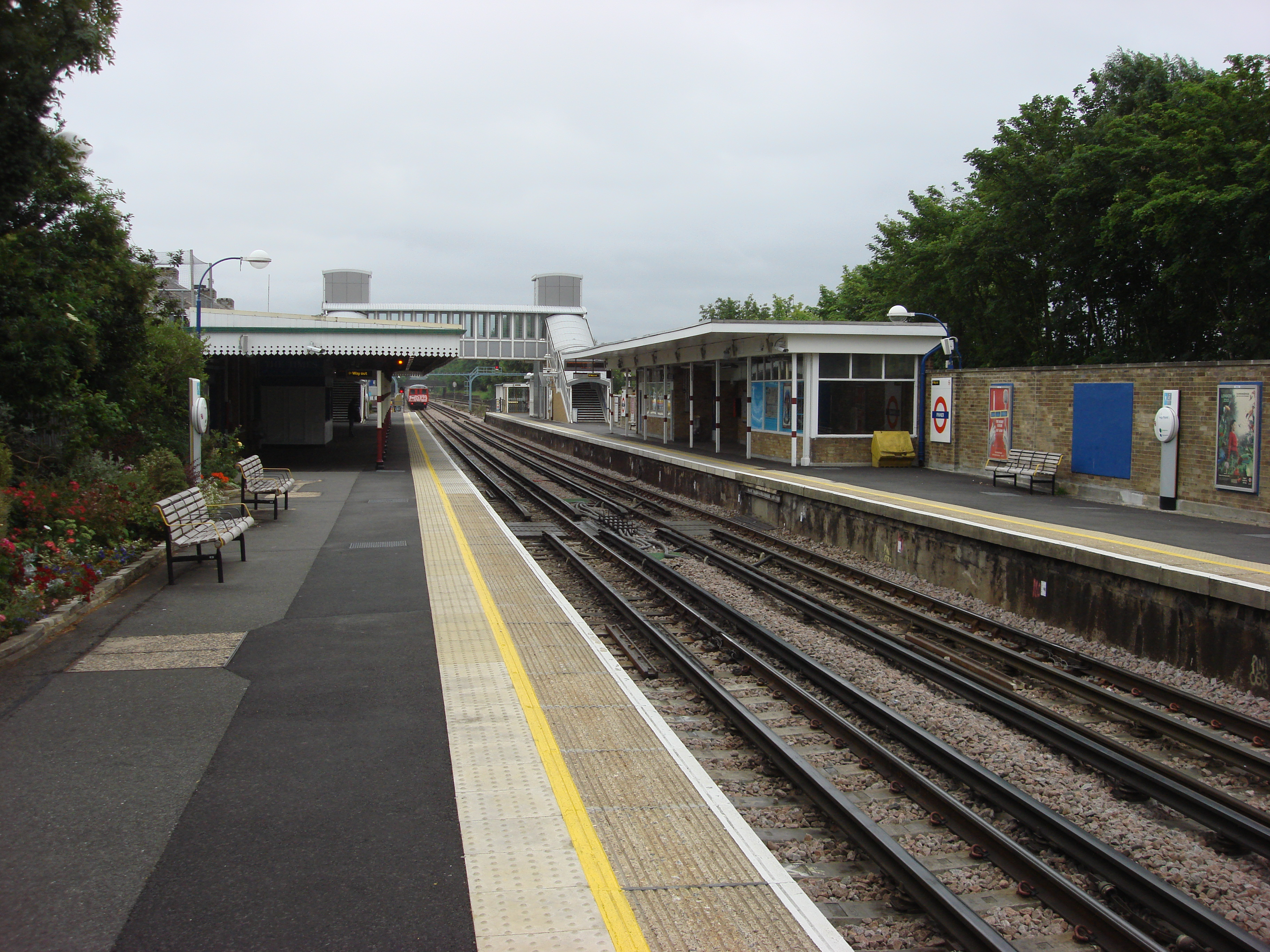
Платформа